# Androsace cylindrica
Androsace cylindrica är en viveväxtart. Androsace cylindrica ingår i släktet grusvivor, och familjen viveväxter.

## Underarter
Arten delas in i följande underarter:
- A. c. cylindrica
- A. c. hirtella
- A. c. willkommii

## Bildgalleri

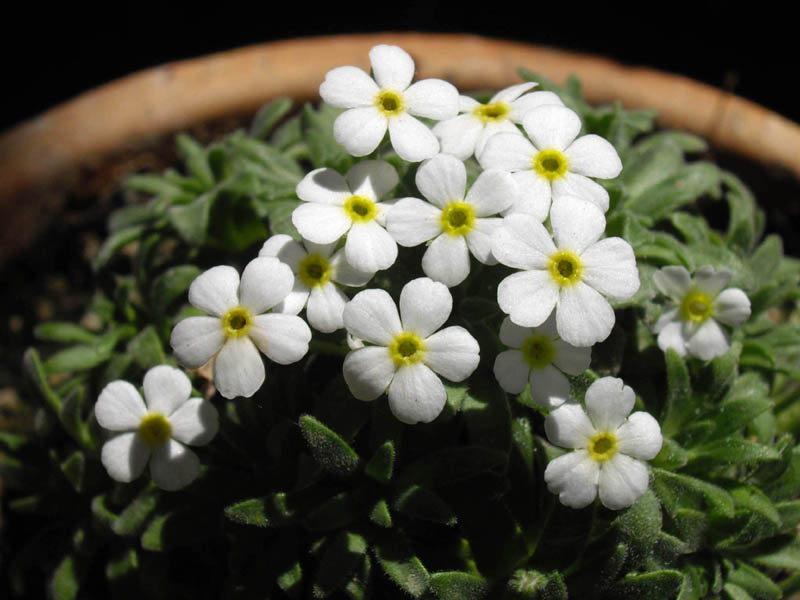
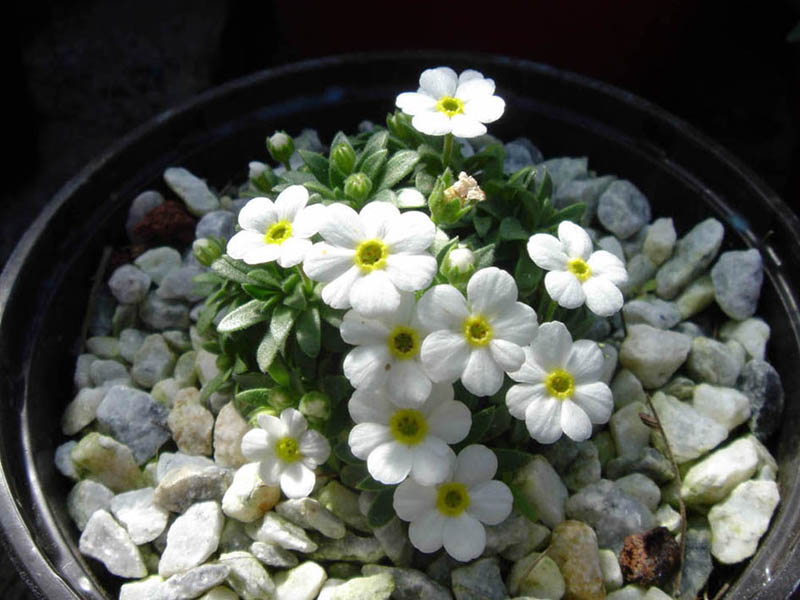